# Giuseppe Ardinghi
Giuseppe Ardinghi (Lucca, 8 agosto 1907 – Lucca, 5 ottobre 2007) è stato un pittore italiano.

## Biografia
Giuseppe Ardinghi nasce a Lucca l'8 agosto 1907 da Corrado, impiegato in Prefettura e Assunta Maranghi, di origine fiorentina, proprietaria di un negozio di modisteria. Negli anni compresi tra il 1922 ed il 1925 frequenta dapprima l'Istituto di belle arti di Lucca, poi l'Accademia di belle arti di Bologna, dove segue il corso di pittura di Augusto Marajni, e infine l'Accademia di belle arti di Firenze, allievo di Felice Carena, e i corsi serali della Scuola libera del nudo. La sua formazione si conclude nel 1926 all'Accademia di belle arti di Roma dove segue le lezioni di Umberto Coromaldi e frequenta Carlo Socrate e gli artisti di Villa Strohl-Fern. Terminata l'esperienza romana Ardinghi ritorna nella sua città natale all'interno di quell'ambiente artistico ed intellettuale che gravita attorno al Caffè Caselli (poi Caffè Di Simo), frequentato da Arrigo Benedetti, Guglielmo Petroni, lo scultore Gaetano Scapecchi ed altri, che meglio si adatta alla sua sensibilità e a cui dedicherà lo scritto "Novecento al Caffè" (2001).
Nel 1928 viene ammesso per la prima volta alla Biennale di Venezia (vi parteciperà anche nel 1930 con "Flora", nel 1942 con sei opere e nel 1948) e negli anni successivi è presente in una serie di mostre provinciali e regionali, alla I Quadriennale di Roma (1931) ed alla collettiva di artisti lucchesi organizzata a Milano (Galleria Milano, 1931) in cui espone assieme a Domenico Lazzareschi, Gaetano Scapecchi e soprattutto alla pittrice Mari Di Vecchio, conosciuta a Firenze nel 1928, che nel 1933 diverrà sua moglie e con cui condividerà il percorso artistico per tutta la vita.
Dopo un breve periodo trascorso a Firenze, si trasferisce con la moglie ed il figlio Antonio, nato nel 1934, in una casa vicino al mare alle Focette di Pietrasanta ed inizia a frequentare gli intellettuali e gli artisti che in quelli anni popolano Viareggio e la Versilia: Enrico Pea e Mario Tobino, Luca Ghiselli, Renato Santini e soprattutto il pittore Mario Marcucci. Negli anni che precedono la chiamata alle armi prima a Messina nell'Artiglieria marittima (1941) e poi a Venezia e si concludono con un travagliato ritorno a Lucca, Ardinghi partecipa all'Esposizione universale di Parigi (1937) dove riceve il diploma di medaglia d'oro per il dipinto "la madre", ed espone a Lucca, Viareggio e in altre località italiane, realizza alcuni affreschi ed ottiene incarichi d'insegnamento all'Accademia di Firenze (1932), a La Spezia, a Viareggio e infine a Lucca, dove dal 1952 insegnerà definitivamente all'Istituto d'arte. Pur continuando a dedicarsi costantemente all'attività pittorica, e a questo proposito ricordiamo la partecipazione alla VI Quadriennale di Roma (1951) e la collettiva organizzata da Bruno Vangelisti alla Galleria Piramide di Lucca assieme alla moglie Mari Di Vecchio, Ottone Rosai e Ardengo Soffici (1966), a partire dagli anni '50 i suoi interessi artistici includono attività diverse tra cui la realizzazione di numerose vetrate artistiche. Nel 1951 vince infatti il concorso per le nuove vetrate della Cattedrale di San Martino a Lucca (1951-1956), a cui seguono quelle per la chiesa di Segromigno in Piano (1972-1980) e negli anni '80 quelle per la chiesa di Collodi, per la cappella Chisci nel cimitero di Pratovecchio ed altre, e si dedica allo studio dell'arte e dell'architettura di Lucca e del suo territorio pubblicando numerosi articoli e contributi, le monografie dedicate all'arte del ferro battuto "Antichi fanali in ferro battuto lucchesi"(1969) e "Roste a Lucca ed altri ornamenti" (1997) e gli studi sulla figura dell'architetto Lorenzo Nottolini. Decano dell'Accademia lucchese di scienze, lettere ed arti, nel 2004 viene nominato ispettore onorario del Ministero dei beni e delle attività culturali e del turismo per la Soprintendenza Archeologica Belle Arti e Paesaggio per le province di Lucca e Massa Carrara. Nel 1989 tiene la sua prima personale al Caffè Di Simo e nel 2005, ormai quasi centenario e senza più accanto la moglie Mari scomparsa nel 1994, viene celebrato con una mostra monografica al Museo Nazionale di Villa Guinigi. Muore a Lucca il 5 ottobre del 2007.

## Archivio
L'archivio di Ardinghi Giuseppe si compone di due parti, una prima parte  è stata donata all'Archivio di Stato di Lucca nel 2016 dalla Fondazione Cassa di risparmio di Lucca, che ne ha effettuato l'acquisto sul mercato antiquario, la documentazione conservata costituisce il nucleo più importante di carte che vanno dal 1912 al 2001. Una seconda parte dell'archivio del pittore è pervenuta per via ereditaria al nipote che ne detiene la proprietà, la documentazione conservata va dal 1928 al 2007.